# Trg cisterne
Trg cisterne (italijansko Piazza della Cisterna) je trg v mestu San Gimignano v Italiji. Ima trikotno obliko z rahlim naravnim naklonom in je z odprtim prehodom povezan z bližnjim Stolničnim trgom. Tlak je opečen, trg pa obdan s hišami in srednjeveškimi stolpi.
V jugozahodnem kotu trga so l'arco dei Becci, starodavna mestna vrata. Lok obdajajo masivni pravokotni stolpi Becci (torri dei Becci) na levi in Cugnanesi (torri dei Cugnanesi) na desni.
Preko dostopa do ulice Via di Castello je za severno stran značilna palača Cortesi, la torre del Diavolo in hiše Cattani.
Zahodno stran krasijo različni stolpi, kot sta stolpa dvojčka Ardinghelli in stolp palače Pellaro.

## Zgodovina
Trg je na križišču dveh glavnih ulic vasi San Gimignano: via Francigena in via Pisa - Siena. Trg je bil uporabljen kot tržnica in oder za festivale in turnirje. Njegova sedanja postavitev je iz 13. stoletja.
Trg je dobil ime po podzemni cisterni (zbiralniku) za vodo, zgrajeni leta 1287. Cisterno pokriva osmerokotni podstavek iz travertina z monumnetalnim vodnjakom, ki je bil zgrajen leta 1346 pod županom Gucciom Malavoltijem in je nekoliko izven središča trga.